# Meie Mats

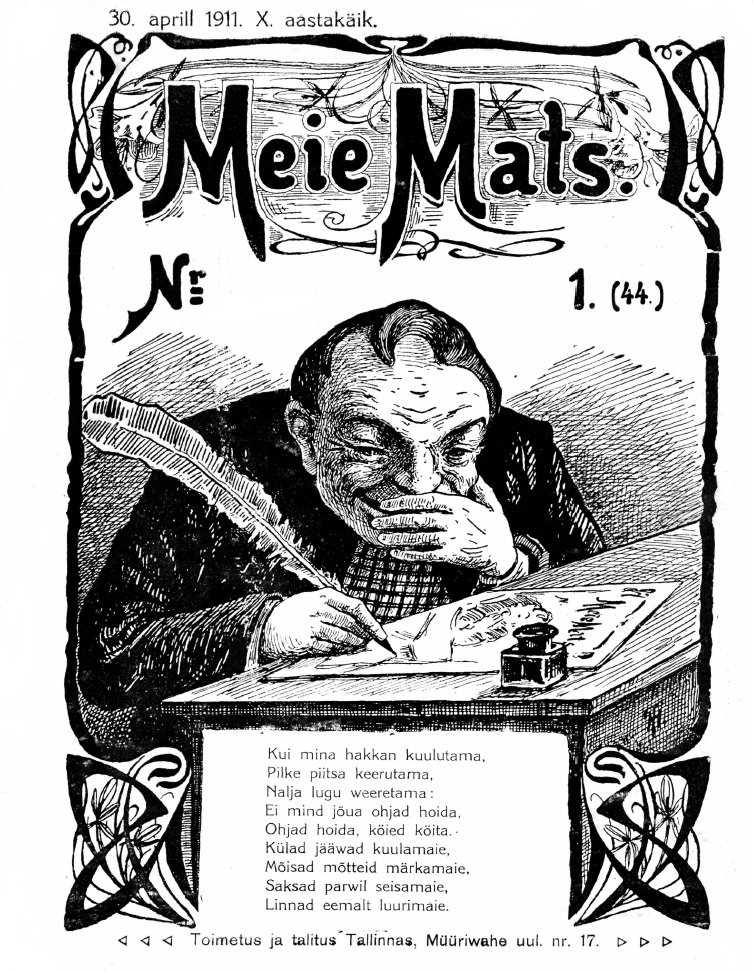
Meie Mats 1911

Meie Mats, nommé d'après une chanson folklorique estonienne, est un prestigieux prix annuelle d'humour délivré depuis 1987 et initiée par Edgar Spriit, le rédacteur en chef de Pikker (en), un magazine humoristique estonien de longue date. Le prix est habituellement annoncé le 1er avril, le jour du poisson d'avril, et il ne peut être accordée à chaque personne qu'une seule fois, en reconnaissance de son travail de toute une vie dans le domaine de l'humour, de la satire et de la  comédie.

## Récipiendaires
- 1987 : Eino Baskin
- 1988 : Sulev Nõmmik
- 1989 : Lia Laats
- 1990 : Priit Aimla
- 1991 : Edgar Valter
- 1992 : Tõnu Aav
- 1993 : Hardi Tiidus
- 1994 : Hugo Hiibus
- 1995 : Ines Aru
- 1996 : Olaf Kopvillem
- 1997 : Lembit Sibul
- 1998 : Toomas Kall
- 1999 : Raimo Aas
- 2000 : Jaanus Orgulas
- 2001 : Priit Pärn

## Source de la traduction
- (en) Cet article est partiellement ou en totalité issu de l’article de Wikipédia en anglais intitulé « Meie Mats » (voir la liste des auteurs).

- (et) Cet article est partiellement ou en totalité issu de l’article de Wikipédia en estonien intitulé « Meie Mats » (voir la liste des auteurs).